# 橿原市立畝傍中学校
橿原市立畝傍中学校（かしはらしりつ うねびちゅうがっこう）は、奈良県橿原市石川町にある公立中学校。

## 概要
畝傍中学校二部（夜間中学校）が畝傍北小学校にある。
2024年度から通常の中学生服ではなく、畝傍中学校独自の学生服に変更された。(なお、2，3学生は対象外である)

## 沿革
- 1947年4月22日 - 学制改革による新制中学校の発足により創立。畝傍南小学校に本校、畝傍北小学校に分教場を設置する[3]
- 1950年11月23日 - 新校舎を起工
- 1951年9月13日 - 本館が完成し、2,3学年の生徒を収容する[3]
- 1952年4月1日 - 南館が完成し、これにより全学年の生徒を収容する[3]
- 1956年2月21日 - 橿原市の発足により橿原市立畝傍中学校に改称[3]
- 1991年4月 - 畝傍中学校夜間学級開設[4]

## 通学区域
- 橿原市
  - 西池尻町、畝傍町、吉田町、見瀬町、久米町、白橿町1丁目の一部、四条町の一部、大久保町、四分町、城殿町、御坊町、栄和町、田中町、山本町、石川町、大軽町、五条野町、和田町、菖蒲町1丁目から4丁目[5]

## 進学元小学校
橿原市立畝傍南小学校、橿原市立畝傍北小学校、橿原市立畝傍東小学校